# Herz-Jesu-Kirche (Köllerbach)

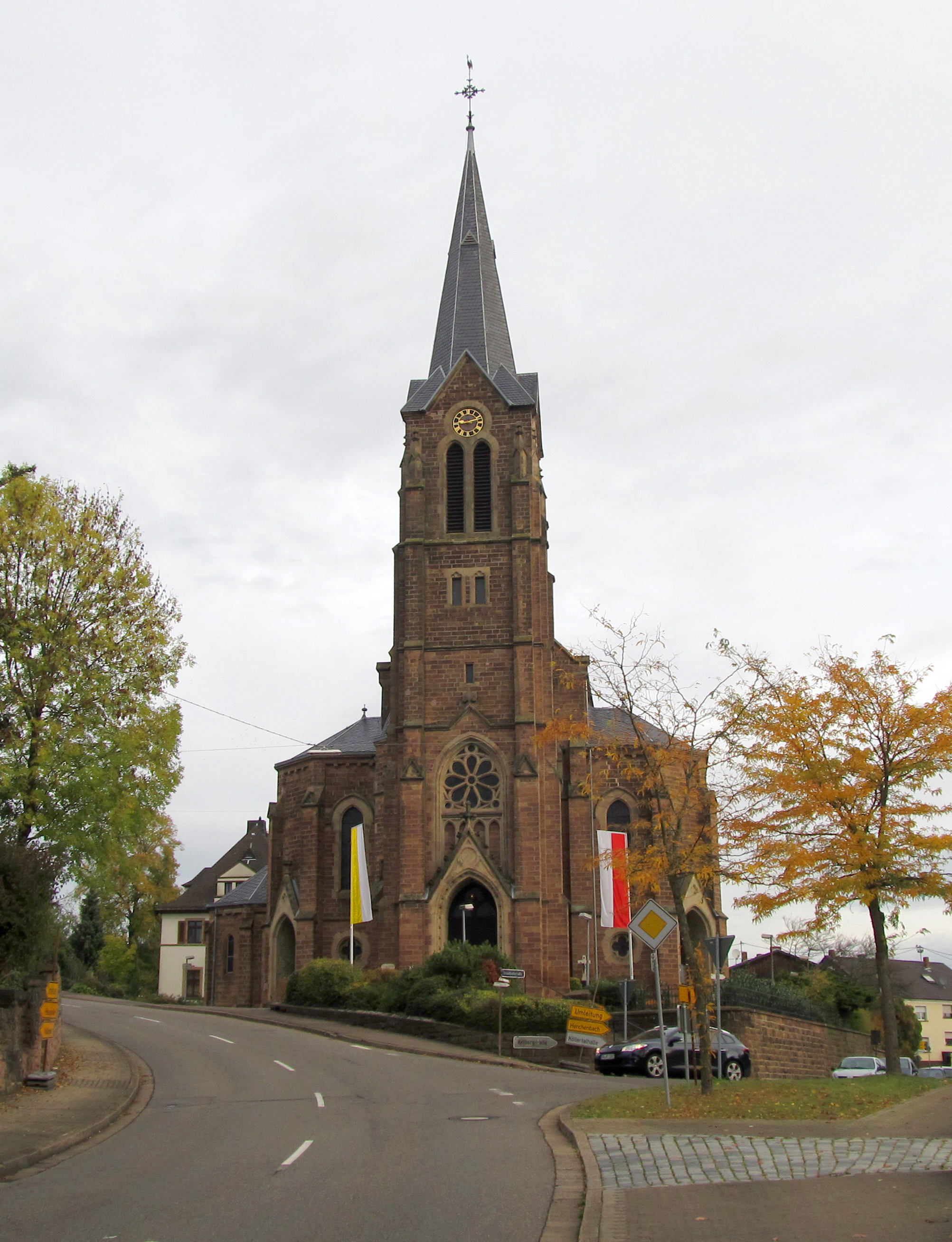
Die Pfarrkirche Herz Jesu in Köllerbach

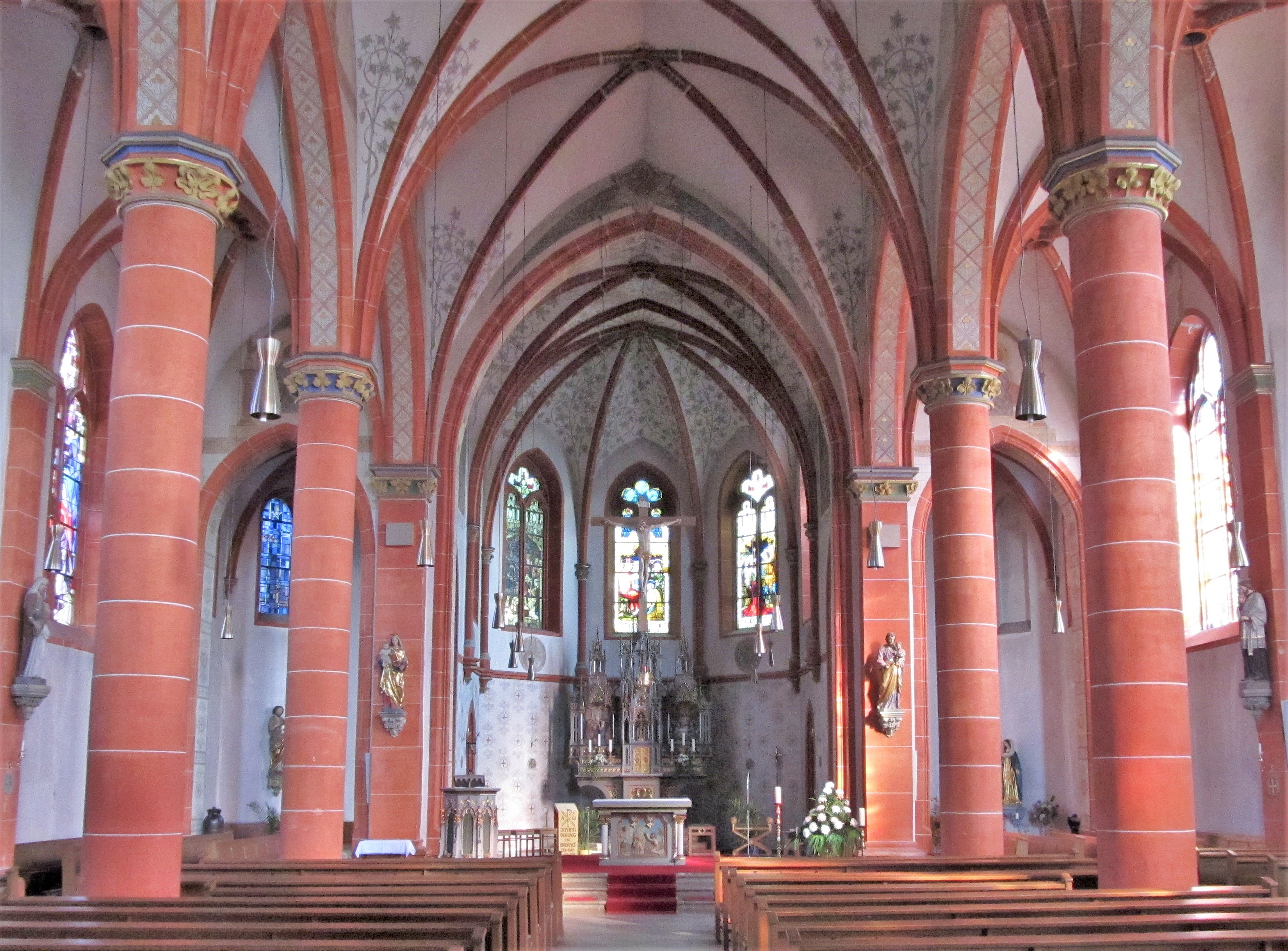
Blick ins Innere der Kirche

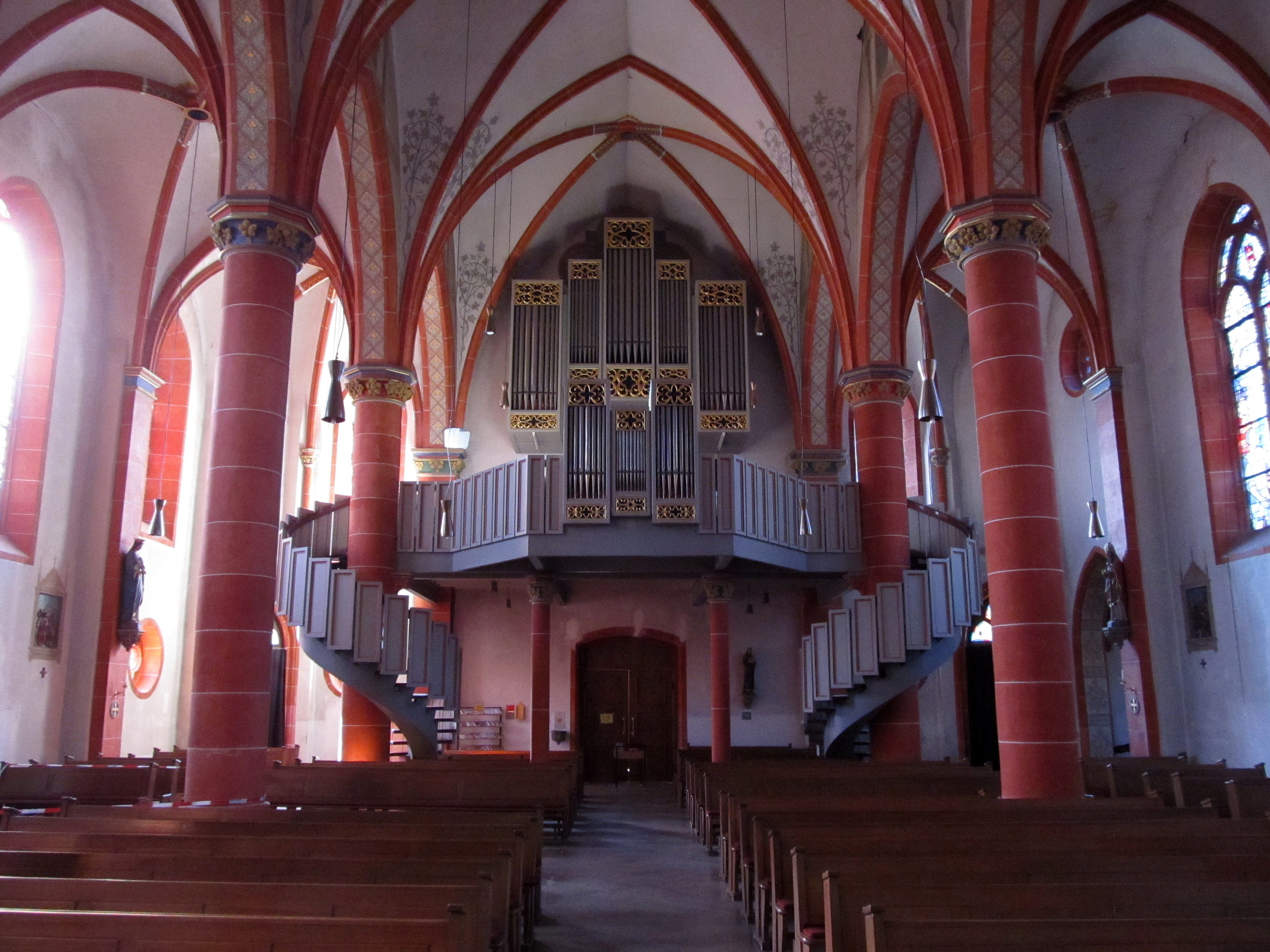
Blick vom Altar in Richtung Orgelempore

Die Kirche Herz Jesu ist eine katholische Pfarrkirche in Köllerbach, einem Stadtteil von Püttlingen, Regionalverband Saarbrücken, Saarland. Sie trägt das Patrozinium der Verehrung des heiligsten Herzens Jesu. In der Denkmalliste des Saarlandes ist die Kirche als Einzeldenkmal aufgeführt.

## Geschichte
Nachdem 1575 in der Grafschaft Saarbrücken, zu der auch das heutige Köllerbach gehörte, die Reformation eingeführt wurde, war die Martinskirche in Kölln (Ortsteil des 1933 gebildeten Köllerbach), den Protestanten vorbehalten. Im Zuge der französischen Reunionspolitik in der zweiten Hälfte des 17. Jahrhunderts kam das Gebiet der Grafschaft Saarbrücken als Teil der Saarprovinz zu Frankreich. Durch eine Anordnung der französischen Behörden der Provinz wurde die Martinskirche 1684 auch den Katholiken wieder für Gottesdienste zugänglich gemacht und war somit zu einer Simultankirche geworden. Als gegen Ende des 19. Jahrhunderts die Bevölkerung stark anwuchs, kam es immer wieder zu Klagen der katholischen Kirchengemeinde über die mangelnden Platzverhältnisse in der Martinskirche. Deshalb wurde 1896 beschlossen mit dem Bau einer eigenen katholischen Kirche zu beginnen. Für die Ausarbeitung der Baupläne wurde der Architekt Wilhelm Hector (Saarlouis) beauftragt.
Der Bau der Kirche erfolgte in den Jahren 1896 bis 1899. Nach Zerstörungen im Zweiten Weltkrieg wurde das Gotteshaus 1948 nach Plänen des Architekten J. Trenz (Völklingen) wieder aufgebaut. 1959 wurde die Kirche einer Restaurierung unterzogen. In den 1960er Jahren kam es zu Umbaumaßnahmen, bei der eine Altarinsel entstand. Weitere Restaurierungen wurden in den 1970er Jahren und von 2002 bis 2006 durchgeführt.

## Architektur und Ausstattung
Das Kirchengebäude wurde im Stil der Neugotik errichtet. Es handelt sich um eine dreischiffige Hallenkirche, die sich in fünf Joche untergliedert. Abgeschlossen wird die Kirche durch einen an das Langhaus anschließenden Chor mit Sakristeianbau und durch einen Turm mit Spitzhelm auf der gegenüberliegenden Seite des Chorraums.
Im Chorraum befinden sich Bleiglasfenster aus der Erbauungszeit der Kirche, die 1909 von der Firma Glaskunst Binsfeld (Trier) angefertigt wurden, sowie das Retabel des ebenfalls aus der Erbauungszeit stammenden und in gotischer Form gestalteten Hochaltars. Der Unterbau und die Mensa des Hochaltars dienen heute als Zelebrationsaltar, während der mit einem neuen Unterbau versehene Hochaltar als Sakramentshaus fungiert. Das Hängekreuz über dem Zelebrationsaltar ist eine Oberammergauer Holzschnitzerei.
Im ersten Joch der Westfassade befindet sich eine Empore, auf der eine Orgel aufgestellt ist. Die Empore ist vom Langhaus aus über sich um Säulen windende Wendeltreppen erreichbar.

## Orgel
Die Orgel der Kirche wurde 1976 von Hugo Mayer Orgelbau erbaut und besitzt 24 Register auf zwei Manualen und Pedal. Die Disposition ist wie folgt::
| I Hauptwerk |           |       |
| 1.          | Quintade  | 16′   |
| 2.          | Principal | 8′    |
| 3.          | Hohlflöte | 8′    |
| 4.          | Praestant | 4′    |
| 5.          | Nachthorn | 4′    |
| 6.          | Octave    | 2′    |
| 7.          | Nazard    | 1 ⁄3′ |
| 8.          | Mixtur VI |       |
| 9.          | Trompete  | 8′    |

| II Rückpositiv |               |        |
| 10.            | Bourdon       | 8′     |
| 11.            | Salicional    | 8′     |
| 12.            | Vox Coelestis | 8′     |
| 13.            | Spitzflöte    | 4′     |
| 14.            | Nazard        | 2 ⁄3′  |
| 15.            | Gemshorn      | 2′     |
| 16.            | Terz          | 1 3⁄5′ |
| 17.            | Cymbel IV     |        |
| 18.            | Oboe          | 8′     |
|                | Tremulant     |        |

| Pedal |            |     |
| 19.   | Subbass    | 16′ |
| 20.   | Octave     | 8′  |
| 21.   | Gedackt    | 8′  |
| 22.   | Choralbass | 4′  |
| 23.   | Flöte      | 2′  |
| 24.   | Posaune    | 16′ |

- Koppeln: II/I, I/P, II/P
- Spielhilfen: Freie Kombination 1 und 2, Tutti-Auslöser, Leerlaufkoppel für alle Manuale und Pedal, Crescendo-Walze mit Ein- und Ausschaltefunktion, Fußtritte für Koppeln II-I, I-Ped, II-Ped